# Raymond Loewy

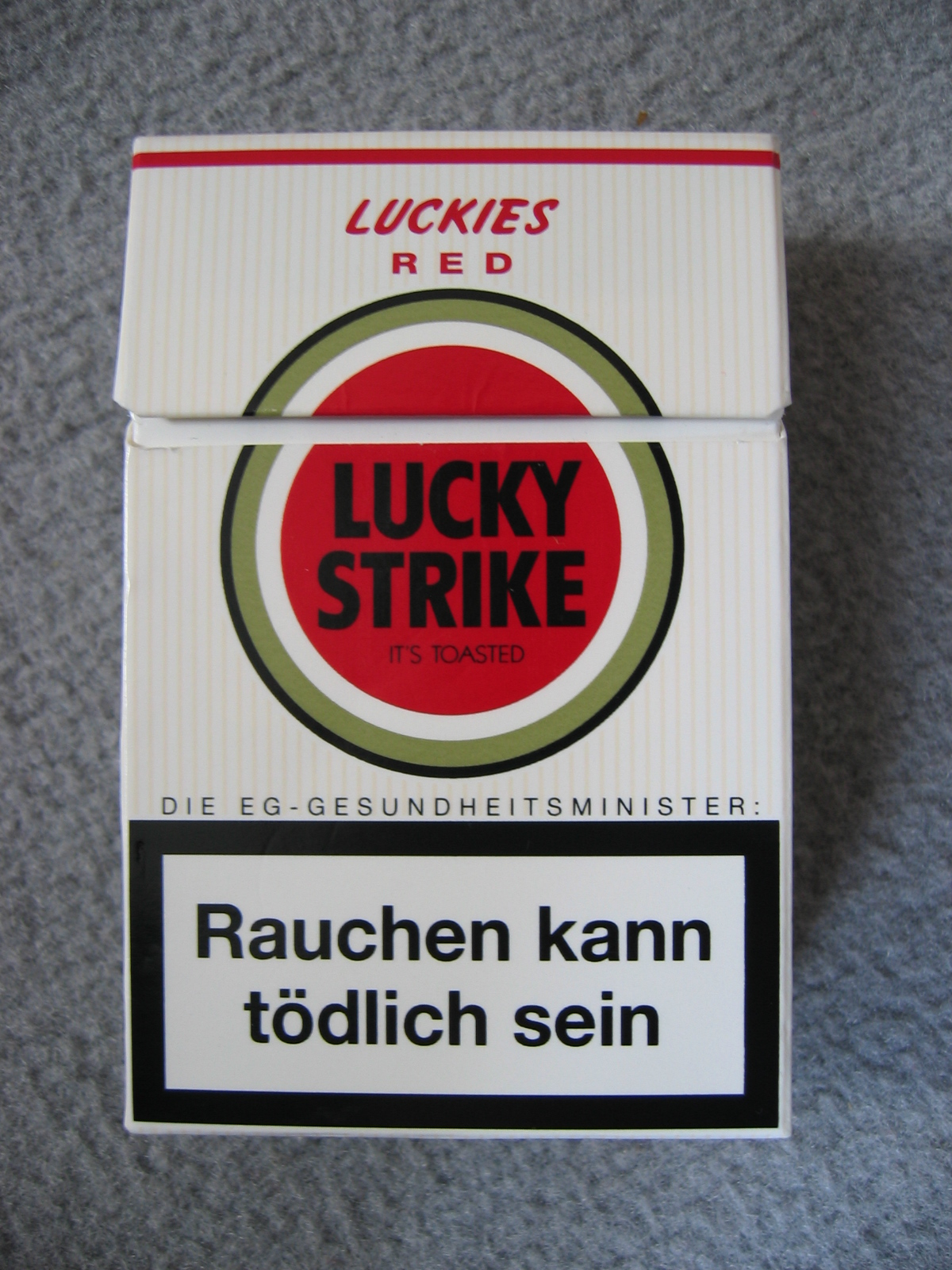
Ett paket Lucky Strike Original Red

Raymond Fernand Loewy, född 5 november 1893 i Paris, död 14 juli 1986 i Monaco, var en av 1900-talets mest kända industridesigner. Loewy var född i Frankrike, men tillbringade större delen av sin karriär i USA, där han kom att influera många viktiga aspekter av amerikansk kultur. Bland hans mest kända bidrag märks Shell-, Exxon- och BP-logotypen, Greyhoundbussarna, Lucky Strikepaketet, och Studebaker Avanti. 
Loewy studerade till ingenjör och gjorde tjänst under första världskriget. 1919 emigrerade han till USA. I New York arbetade han till en början som illustratör och modetecknare. 1929 startade han ett eget designkontor; Raymond Loewy Associates. Ett av hans första uppdrag blev nygestaltningen av en kopieringsapparat för Gestetner.

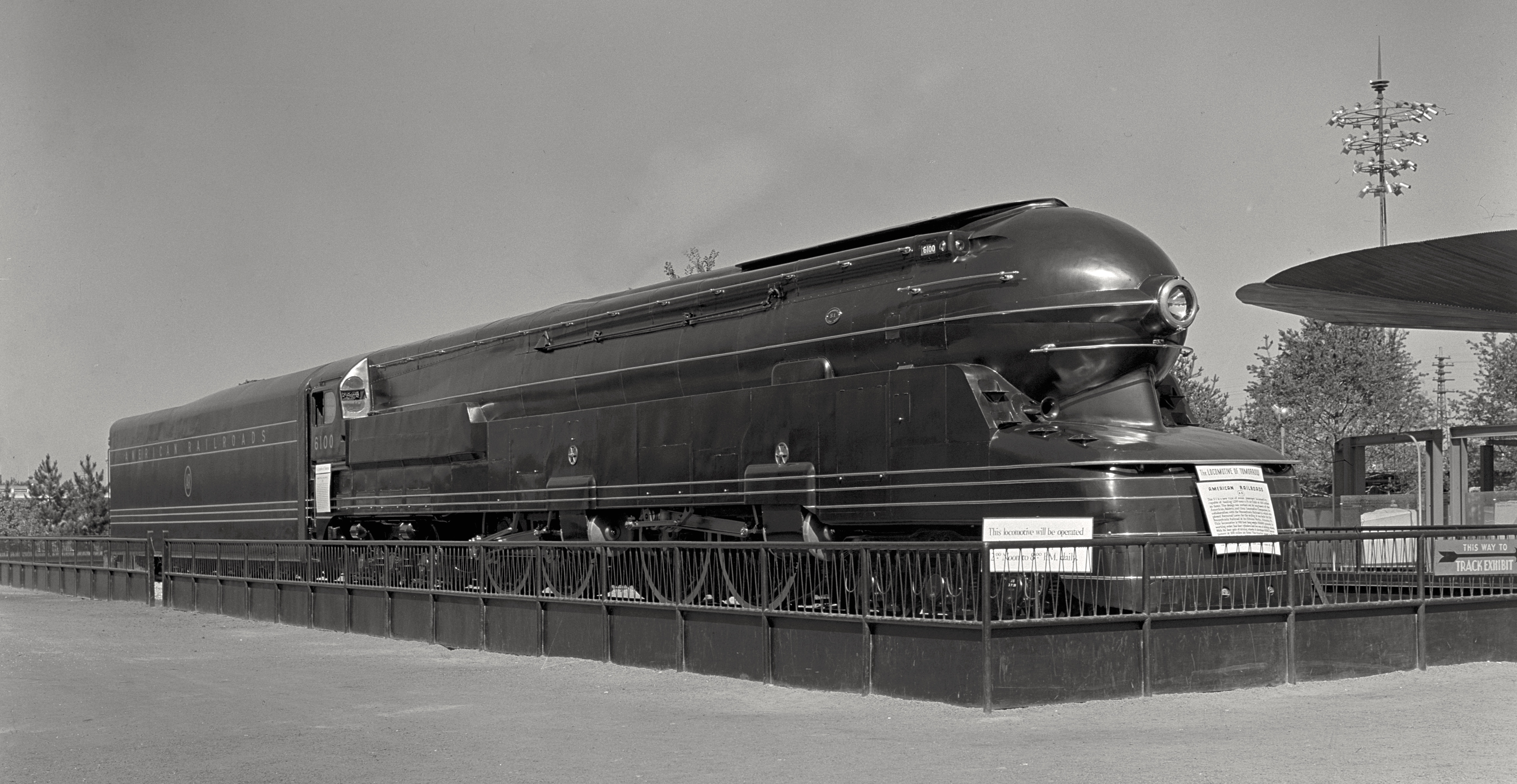
Ånglokomotivet PRR S1 från 1934

Under Loewys tidiga designperiod på 1930-talet var det nya modet strömlinjeformen. Han formgav industriprodukter som pennvässare (1933) och ånglokomotivet PRR S1 (1934) i just droppform. Till hans uppdragsgivare hörde bland annat Coca Cola, för dem nygestaltade han Coca Cola-flaskan med en mera distinkt form. Till hans största framgångar räknas dock cigarettmärket Lucky Strikes förpackning som han designade om 1941. Han förändrade den gröna grundfärgen till vit och gav den runda loggan med text "LUCKY STRIKE" en klarare profil. Paketets fram- och baksida gjorde han identisk och det "finstilta" förlade han på förpackningens smalsida. Inga stora ändringar kan tyckas, men Lucky Strikes cigarettförpackning räknas idag till en av de effektivaste uppfinningarna inom produktreklamen.
I Sverige är Loewy också känd för sitt samarbete med Electrolux som tog avstamp i kylskåpet L300, lanserat 1940, med detaljer som det tryckknappsförsedda handtaget och den runda skålningen bakom. L300 blev en stor försäljningsframgång i både Sverige och övriga Europa, och Loewy fick nya uppdrag av Electrolux att formge golvbonare och dammsugare. Representerad på Nationalmuseum.